# David Cooper (cestista)
David Simeon Cooper (Saint Croix, 10 novembre 1983) è un ex cestista americo-verginiano.

## Carriera
Con le Isole Vergini Americane ha disputato i Campionati americani del 2009.